# Itter
Itter è un comune austriaco di 1 162 abitanti nel distretto di Kitzbühel, in Tirolo.

## Storia
Il castello locale, risalente al XIX secolo, fu teatro il 5 maggio 1945 di una battaglia in cui, caso unico durante la Seconda guerra mondiale, soldati statunitensi e tedeschi si ritrovarono a combattere come alleati contro le SS.